# ソユーズ2
ソユーズ2（ロシア語: Союз-2, GRAUインデックス 14A14, 英: Soyuz-2）は、ロシアのソユーズシリーズの新型ロケット。旧ソ連時代に開発された既存のソユーズロケットの近代化バージョンとして開発されたもので、2004年に初めて打ち上げられた。

## 設計
基本的には低軌道にペイロードを投入する事を目的とした3段式のロケットである。外観的には既存のソユーズロケットに近いが、第1段のブースターと2基のコアステージ噴射装置を従来のものよりも強化したエンジンに更新した事が特徴である。またコンピュータが従来のアナログコンピュータからデジタルコンピュータに置き換えられており、デジタル式飛行制御とテレメトリーシステムにより固定された発射台からロケットを打ち上げる事を企図されている。初期のソユーズロケットは飛行中にロール軸を変える事が出来なかったので、打ち上げ前に発射台を回転させなければならなかった。かつ従来の飛行制御装置はソ連崩壊により独立したウクライナ製であり、合わせてロシア製への国産化も行われている。
ソユーズ2はモルニア軌道や静止軌道のようなより高い軌道へペイロードを投入する為に、上段ロケットを搭載して打ち上げることもできる。上段ロケットは独立した飛行制御装置とテレメトリーシステムを備える。NPOラーヴォチュキンが生産するフレガートは最も一般的に使用される上段ロケットである。

## 運用
ソユーズ2はまずバイコヌール宇宙基地のLC-31射場とプレセツク宇宙基地のLC-43から打ち上げられた。これらの射場では、ソユーズUなどの従来型の派生機種と基本的な施設は共用された。2016年には、新たに建設されたボストチヌイ宇宙基地のLC-1からの打ち上げも行われている。
商業用のソユーズ2はスターセム社が担当し、バイコヌールのLC-31射場から打ち上げられていたが、これらは南アメリカの北海岸のフランス領ギアナにあるギアナ宇宙センターのELS発射台 (l'Ensemble de Lancement Soyouz) に移転した。ソユーズ2は2.8-3.5トンの衛星をこの施設から静止トランスファ軌道へ投入する。ギアナからの最初の打ち上げは2011年10月に行われた。
2017年にソユーズU、2019年にはソユーズFGの打ち上げが終了し、その後はソユーズ2のみが運用中のソユーズロケットとなっている。将来的にはソユーズ2もまた、新設計のソユーズ5に置き換えられる計画である。

## 派生機種

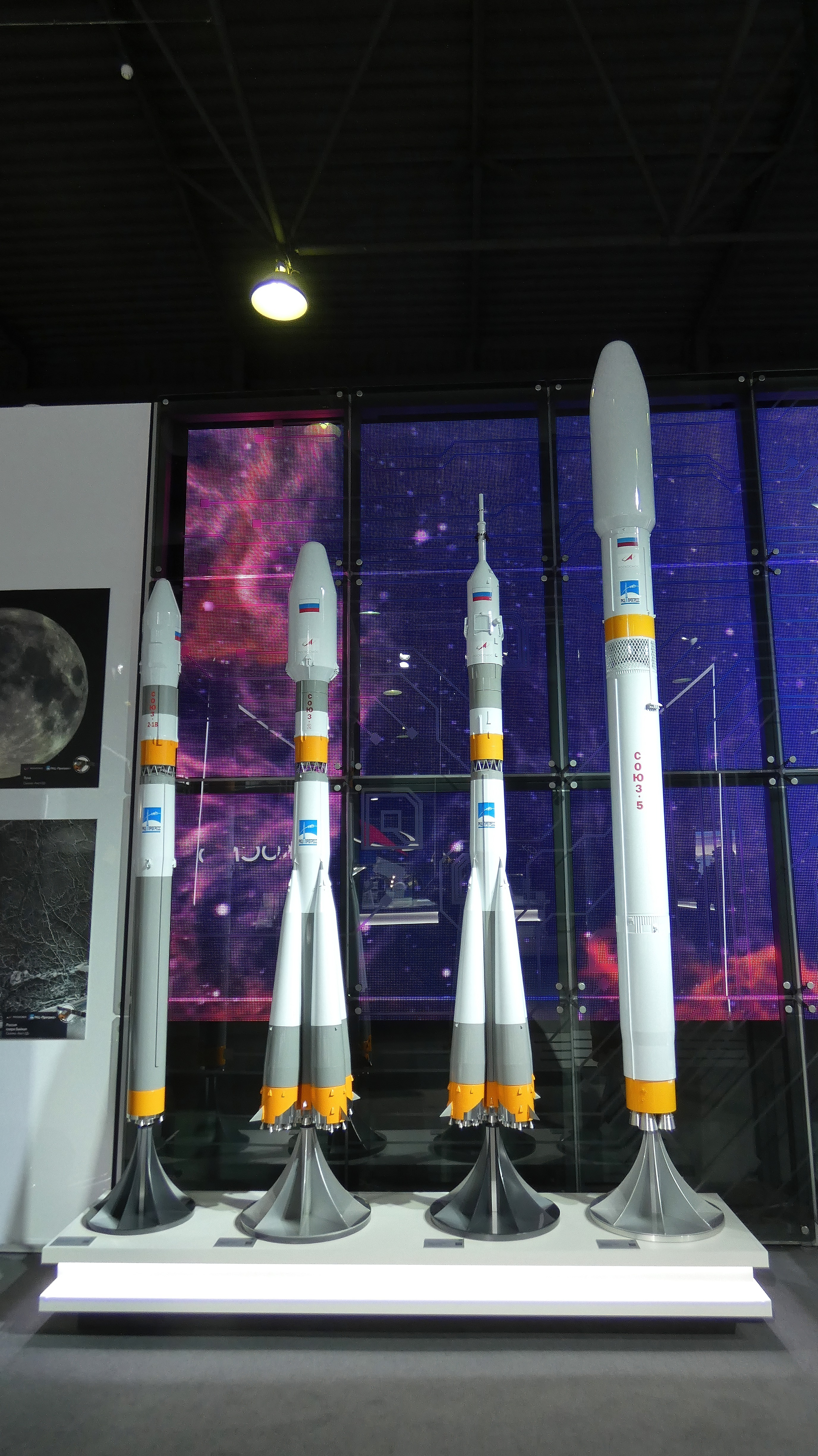
ソユーズロケットの比較。左からソユーズ2.1v, 2.1a, 2.1b, ソユーズ5

ソユーズ2シリーズには2.1a, 2.1bと2.1vがある。最初の2機種はソユーズUの改良型であり、2.1vは側面のブースターを伴わない軽量版である。
ELSサイトから打ち上げられる場合はソユーズ2は常に大型のST型のフェアリングを使用する予定である。この形式のソユーズはソユーズ-STまたはソユーズ-STKと呼ばれ、加えられた"K"の文字は高温、高湿度での環境下で打ち上げられるような仕様である事を意味する。

### ソユーズ2.1a
2.1a型は飛行制御システムを従来のアナログ式からデジタル式に換装してブースターと第1段エンジンのインジェクターを強化した機種である。新しいデジタル式飛行制御とテレメトリーシステムにより飛行中に姿勢を調整できる。デジタル式飛行制御システムの導入によって空力特性が不安定な大型フェアリングの使用も可能となり、大型の衛星を打ち上げることが可能になった。2段目はソユーズUと同じRD-0110エンジンの使用を継続する。
2.1a/ST型はソユーズ ST-Aと呼称される場合もある。

### ソユーズ2.1b
2.1b型は第2段エンジンをRD-0124に交換することによってa型の性能を向上させた形式である。
2.1b/ST型はソユーズ ST-Bと呼称される場合もある。

### ソユーズ2.1v
ソユーズ2.1vは、ソユーズ2の軽量版で、第1段エンジンをより強力なNK-33-1に換装するなど全面的に改良が加えられた機種である。このロケットは低軌道へ最大2.6トンを打ち上げる事ができる
。2008年より開発が始まり、当初は2012年の打ち上げを予定していたが、燃焼試験中に爆発事故を起こしたことなどにより完成が遅れた。2013年12月28日に初打上げに成功した。

## 打ち上げ記録

### 弾道飛行試験
2004年11月8日18:30 GMT（モスクワ標準時 21:30）ソユーズ2.1a仕様の最初のソユーズ2ロケットがロシアのプレセツク宇宙基地から打ち上げられた。ロケットは弾道飛行して3段とゼニット-8のダミー（ボイラープレート）が太平洋に落下した。 

### 商業打ち上げ

#### MetOp-A
当初、初の商業打ち上げとして2006年7月17日にソユーズ2でMetOp-A衛星の打ち上げが予定されていた。打ち上げの2時間前に搭載されたコンピュータが打ち上げ角度の間違いを検知して自動停止した。
当時、推進剤の充填中だったが事故を回避する為に全ての打ち上げ施設の設備と搭載機器が調べられた。
7月18日にロケットは発射台上で燃料を抜かれ、打ち上げは10月19日に持ち越された。

### 一覧
| 回数 | 日付           | 時間 (UTC) | 仕様                            | 射場    | 射場         | 結果     | ペイロード                                                                        | 備考 |
| ---- | -------------- | ---------- | ------------------------------- | ------- | ------------ | -------- | --------------------------------------------------------------------------------- | --- |
| 1    | 2004年11月8日  | 18:30      | ソユーズ 2.1a                   | LC-43   | プレセツク   | 成功     | ゼニット-8のダミー                                                                | 弾道飛行 試験 |
| 2    | 2006年10月19日 | 17:28      | ソユーズ 2.1a/ST フレガート     | LC-31/6 | バイコヌール | 成功     | MetOp-A                                                                           | 気象衛星 |
| 3    | 2006年12月24日 | 08:34      | ソユーズ 2.1a/S フレガート      | LC-43   | プレセツク   | 成功     | Meridian 1                                                                        | 通信衛星 |
| 4    | 2006年12月27日 | 14:28      | ソユーズ 2.1b/SL フレガート     | LC-31   | バイコヌール | 成功     | COROT                                                                             | 天文衛星 |
| 5    | 2008年7月26日  | 18:31      | ソユーズ 2.1b                   | LC-43   | プレセツク   | 成功     | コスモス 2441 (Persona?)                                                          | 画像偵察衛星? |
| 6    | 2009年5月21日  | 21:53      | ソユーズ 2.1a/ フレガート       | LC-43   | プレセツク   | 一部失敗 | Meridian 2 (コスモス 2451)                                                        | 通信衛星 |
| 7    | 2009年9月15日  | 15:55      | ソユーズ 2.1b/ フレガート       | LC-31/6 | バイコヌール | 成功     | メテオール M-1 Universitetsky-2 Sterkh-2 IRIS UGATUSAT SumbandilaSat BLITS        | 気象衛星 と相乗りの小型の科学衛星 |
| 8    | 2010年10月19日 | 17:11      | ソユーズ 2.1a/ フレガート       | LC-31/6 | バイコヌール | 成功     | グローバルスター2 F1(6機)                                                         | 通信衛星 |
| 9    | 2010年11月2日  | 00:59      | ソユーズ 2.1a/ フレガート       | LC-43/4 | プレセツク   | 成功     | Meridian 3                                                                        | 通信衛星 |
| 10   | 2011年2月26日  | 03:07      | ソユーズ 2.1b/ フレガート       | LC-43/4 | プレセツク   | 成功     | GLONASS-K                                                                         | 測位衛星 |
| 11   | 2011年5月4日   | 17:41      | ソユーズ 2.1a/ フレガート       | LC-43/4 | プレセツク   | 成功     | Meridian 4                                                                        | 通信衛星 |
| 12   | 2011年7月13日  | 02:27      | ソユーズ 2.1a/ フレガート       | LC-31/6 | バイコヌール | 成功     | グローバルスター2 F2(6機)                                                         | 通信衛星 |
| 13   | 2011年10月2日  | 20:15      | ソユーズ 2.1b/ フレガート       | LC-43/4 | プレセツク   | 成功     | GLONASS-M                                                                         | 測位衛星 |
| 14   | 2011年10月21日 | 10:30      | ソユーズ 2.1b/ST フレガート     | ELS     | ギアナ       | 成功     | Galileo IOV-1&IOV-2                                                               | 測位衛星 |
| 15   | 2011年11月28日 | 08:25      | ソユーズ 2.1b/ フレガート       | LC-43/4 | プレセツク   | 成功     | GLONASS-M                                                                         | 測位衛星 |
| 16   | 2011年12月17日 | 02:03      | ソユーズ 2.1a/ST フレガート     | ELS     | ギアナ       | 成功     | Pleiades 1 SSOT ELISA 1～4                                                        | 地球観測衛星 |
| 17   | 2011年12月23日 | 12:08      | ソユーズ 2.1b/ フレガート       | LC-43   | プレセツク   | 失敗     | Meridian 5                                                                        | 通信衛星 |
| 18   | 2011年12月28日 | 17:09      | ソユーズ 2.1a/ フレガート       | LC-31/6 | バイコヌール | 成功     | グローバルスター2 F3(6機)                                                         | 通信衛星 |
| 19   | 2012年9月17日  | 16:28      | ソユーズ 2.1a/ ST フレガート    | LC-31/6 | バイコヌール | 成功     | MetOp B                                                                           | 気象衛星 |
| 20   | 2012年10月12日 | 18:15      | ソユーズ 2.1b/ ST フレガート    | ELS     | ギアナ       | 成功     | Galileo IOV-3&IOV-4                                                               | 測位衛星 |
| 21   | 2012年11月14日 | 11:42      | ソユーズ 2.1a/ フレガート       | LC-43/4 | プレセツク   | 成功     | Meridian 6                                                                        | 通信衛星 |
| 22   | 2012年12月2日  | 02:02      | ソユーズ 2.1a/ ST フレガート    | ELS     | ギアナ       | 成功     | Pleiades 1B                                                                       | 地球観測衛星 |
| 23   | 2013年2月6日   | 16:04      | ソユーズ 2.1a/ フレガート       | LC-31/6 | バイコヌール | 成功     | グローバルスター2 F3(6機)                                                         | 通信衛星 |
| 24   | 2013年4月19日  | 10:00      | ソユーズ 2.1a                   | LC-31/6 | バイコヌール | 成功     | Bion-M1 AIST2 Dove 2 Beesat 2,3 SOMP OSSI 1                                       | 生物学実験衛星 科学実験衛星（ピギーバック衛星）                                                                                       |
| 25   | 2013年4月26日  | 5:23       | ソユーズ 2.1b/ フレガート       | LC-43   | プレセツク   | 成功     | GLONASS-M                                                                         | 測位衛星 |
| 26   | 2013年6月7日   | 18:37      | ソユーズ 2.1b                   | LC-43   | プレセツク   | 成功     | コスモス 2486 （Persona）                                                         | 偵察衛星 |
| 27   | 2013年6月25日  | 17:28      | ソユーズ 2.1b                   | LC-31/6 | バイコヌール | 成功     | Resurs-P1                                                                         | 地球観測衛星 |
| 28   | 2013年6月25日  | 19:27      | ソユーズ 2.1b/ ST フレガート-MT | ELS     | ギアナ       | 成功     | O3b-1 O3b-2 O3b-3 O3b-4                                                           | 通信衛星 |
| 29   | 2013年12月19日 | 09:12      | ソユーズ 2.1b/ ST フレガート-MT | ELS     | ギアナ       | 成功     | ガイア                                                                            | 宇宙望遠鏡 |
| 30   | 2013年12月28日 | 12:30      | ソユーズ 2.1v/ ヴォルガ         | LC-43/4 | プレセツク   | 成功     | AIST-1 SKRL-756 #1/2                                                              | ソユーズ 2.1vの初打ち上げ。技術衛星・レーダー校正衛星の相乗り                                                                         |
| 31   | 2014年3月23日  | 22:54      | ソユーズ 2.1b/ フレガート       | LC-43   | プレセツク   | 成功     | GLONASS-M                                                                         | 測位衛星 |
| 32   | 2014年4月3日   | 21:02      | ソユーズ 2.1a/ ST フレガート-M  | ELS     | ギアナ       | 成功     | Sentinel-1A                                                                       | 地球観測衛星 |
| 33   | 2014年5月6日   | 13:49      | ソユーズ 2.1a                   | LC-43   | プレセツク   | 成功     | コスモス 2495 （Kobalt-M）                                                        | 偵察衛星 |
| 34   | 2014年6月14日  | 17:16      | ソユーズ 2.1b/ フレガート       | LC-43/4 | プレセツク   | 成功     | GLONASS-M                                                                         | 測位衛星 |
| 35   | 2014年7月8日   | 15:58      | ソユーズ 2.1b/ フレガート       | LC-31/6 | バイコヌール | 成功     | メテオール M-2 Relek (MKA-FKI (PN2)) DX-1 SkySat 2 TechDemoSat-1 UKube-1 AISSat-2 | 気象衛星 と相乗りの小型の科学衛星 |
| 36   | 2014年7月10日  | 18:55      | ソユーズ 2.1b/ ST フレガート-MT | ELS     | ギアナ       | 成功     | O3b-5 O3b-6 O3b-7 O3b-8                                                           | 通信衛星 |
| 37   | 2014年7月18日  | 20:50      | ソユーズ 2.1a                   | LC-31/6 | バイコヌール | 成功     | フォトンM4                                                                        | 科学実験衛星 |
| 38   | 2014年8月22日  | 12:27      | ソユーズ 2.1b/ ST フレガート-MT | ELS     | ギアナ       | 一部失敗 | Galileo FOC-1&FOC-2                                                               | 測位衛星 |
| 39   | 2014年10月29日 | 07:09:43   | ソユーズ 2.1a                   | LC-31/6 | バイコヌール | 成功     | プログレスM-25M                                                                   | ISS 補給 |
| 40   | 2014年10月30日 | 01:42:52   | ソユーズ 2.1a/ フレガート       | LC-43/4 | プレセツク   | 成功     | Meridian 7                                                                        | 軍事通信衛星 |
| 41   | 2014年11月30日 | 21:52:26   | ソユーズ 2.1b/ フレガート       | LC-43/4 | プレセツク   | 成功     | コスモス 2502 (GLONASS-K)                                                         | 測位衛星 |
| 42   | 2014年12月18日 | 18:37:00   | ソユーズ 2.1b/ ST フレガート    | ELS     | ギアナ       | 成功     | O3b (x4)                                                                          | 低軌道通信衛星 |
| 43   | 2014年12月25日 | 03:01:13   | ソユーズ 2.1b                   | LC-43/4 | プレセツク   | 成功     | コスモス 2503 (Lotos-S)                                                           | 軍事偵察衛星 |
| 44   | 2014年12月26日 | 18:55:50   | ソユーズ 2.1b                   | LC-31/6 | バイコヌール | 成功     | Resurs-P No.2                                                                     | 地球観測衛星 |
| 45   | 2015年2月27日  | 11:01:35   | ソユーズ 2.1a                   | LC-43/4 | プレセツク   | 成功     | コスモス 2503 Bars-M)                                                             | 軍事偵察衛星 |
| 46   | 2015年3月27日  | 21:46:18   | ソユーズ 2.1b/ ST フレガート    | ELS     | ギアナ       | 成功     | Galileo FOC-3 & FOC-4                                                             | 測位衛星 |
| 47   | 2015年4月28日  | 07:09:50   | ソユーズ 2.1a                   | LC-31/6 | バイコヌール | 一部失敗 | プログレスM-27M                                                                   | ISS 補給船。打ち上げ時の振動による損傷のため分離直後に通信・高度制御不能に陥ったため、ISSとのドッキングは中止され、補給船は喪失した。 |
| 48   | 2015年6月5日   | 15:23:54   | ソユーズ 2.1a                   | LC-43/4 | プレセツク   | 成功     | コスモス 2505 (Kobal't-M)                                                         | 偵察フィルム回収衛星 |
| 49   | 2015年6月23日  | 16:44:00   | ソユーズ 2.1b                   | LC-43/4 | プレセツク   | 成功     | コスモス 2506 (Persona)                                                           | 偵察衛星 |
| 50   | 2015年9月11日  | 02:08:10   | ソユーズ 2.1b/ ST フレガート    | ELS     | ギアナ       | 成功     | Galileo FOC-5 & FOC-6                                                             | 測位衛星 |
| 51   | 2015年11月17日 | 06:33:41   | ソユーズ 2.1b/ フレガート       | LC-43/4 | プレセツク   | 成功     | コスモス 2510 (EKS (Tundra))                                                      | 偵察衛星 |
| 52   | 2015年12月5日  | 14:08:33   | ソユーズ 2.1v/ ヴォルガ         | LC-43/4 | プレセツク   | 一部失敗 | コスモス 2511 (Kanopus-ST) コスモス 2512 (KYuA)                                   | 偵察衛星。Kanopus-ST が分離に失敗した。                                                                                               |
| 53   | 2015年12月17日 | 11:51:56   | ソユーズ 2.1b/ ST フレガート    | ELS     | ギアナ       | 成功     | Galileo FOC-7 & FOC-8                                                             | 測位衛星 |
| 54   | 2015年12月21日 | 08:44:39   | ソユーズ 2.1a                   | LC-31/6 | バイコヌール | 成功     | プログレスMS-01                                                                   | ISS 補給船 |